# De hellegathonden
De hellegathonden is het honderdvijfenzeventigste stripverhaal uit de reeks van Suske en Wiske. Het is geschreven en getekend door Paul Geerts.
Het werd gepubliceerd in De Standaard en Het Nieuwsblad van 28 mei 1986 tot en met 6 oktober 1986. De eerste albumuitgave in de Vierkleurenreeks was in november 1986, met albumnummer 208.
In dit verhaal wordt gewag gemaakt van de harde omstandigheden waaronder de arbeiders rond 1900 moesten werken in de steenfabrieken in de Rupelstreek en rond Antwerpen. Een ander belangrijk thema in dit verhaal is milieuverontreiniging. 

## Locaties
- de Rupelstreek (ten zuiden van Antwerpen) met Hellegat, Boom, oude steenbakkerijen, bloemmolen Rijpens, de tolbrug, herberg De Blauwe Ganze, het Hellegat met klampoven.

## Personages
- Suske, Wiske, tante Sidonia, Lambik, Jerom, professor Barabas, Tinneke, winkelier speelgoedwinkel, gendarmes, Jakke en Rinus (steenmakers), bazen, overgrootvader Barabas, de hellegathonden.

## Het verhaal
Suske en Wiske kopen een bordspel waarmee ze geesten kunnen oproepen. In de winkel waarschuwt Tinneke hen voor veel stenen, honden en een groot gevaar. Ook professor Barabas komt langs en de zes vrienden beginnen aan het spel. Tante Sidonia wordt hierbij gekozen als medium. Als ze in die hoedanigheid zegt dat ze de overgrootvader van een geleerde is, raakt Barabas in paniek. Lambik liegt met stoel en al uit het huis. Barabas bekent nu dat hij bij het uitzoeken van zijn stamboom heeft ontdekt dat zijn overgrootvader een schurk was.
Lambik vliegt intussen in zijn stoel naar de gemeente Boom in het jaar 1900. Hier ontmoet hij een armoedige bevolking. Hij is getuige als uit kruiken langs de weg honden tevoorschijn komen die de gendarmes aanvallen. Lambik is de honden de baas en ziet dan een kist vol goud. Een geheimzinnige man wil dat Lambik de kist bij hem thuis bezorgt, en biedt hem een financiële vergoeding aan. Lambik krijgt echter zelf de schuld van de overval en hij wordt gearresteerd. Barabas brengt de vrienden met behulp van de teletijdmachine naar het verleden en ze betrekken daar een steenbakkerswoning. Suske en Wiske worden afdragers, Jerom wordt kleisteker en Sidonia gaat met een viskar op pad.
Sidonia hoort dat de bevolking geen vis van haar mag kopen, ze mogen hun geld namelijk alleen uitgeven in winkels van de steenbakkersbazen. De goederen zijn daar erg duur, en vaak al in bedorven staat. Tante Sidonia besluit haar vis dan maar gratis weg te geven. Ze ziet later dat er een overleden kind wordt begraven. Als Suske en Wiske hun lunch opeten, denken hun collega’s dat ze spionnen van de bazen zijn. Tijdens een ruzie breekt Rinus zijn neus, waarna Suske en Wiske  hem thuisbrengen. Ze beloven zijn vrouw dat het gezin kan eten, door hun eigen loon te geven.
Jerom komt in opstand tegen het gedrag van de baas in de put. Maar als zijn collega’s een aanslag op deze man willen plegen, voorkomt Jerom dat weer. De woedende werknemers gaan naar de gendarme en nemen Lambik mee. Suske, Wiske en Rinus zien zelf hoe de honden een geldtransport overvallen. Ze gaan op weg om Lambik te redden voordat die van de tolbrug in de Rupel wordt gegooid.
De vrienden vermommen zich nu zelf als gendarmen en laten zich overvallen door de honden. Suske en Wiske worden in een kist naar het Hellegat gebracht, waar de honden door een man terug in de oven worden gestuurd. De man heet Barabas en hij hield zich altijd al bezig met het bovennatuurlijke. Door de bevolking gemeden, verlaten door zijn vrouw en kinderen en ontslagen wil hij nu wraak nemen. Hij maakt de hellegathonden van klei, waarbij ze op magische wijze groeien en tot leven komen als ze in de klampoven worden gegooid.
Barabas heeft zijn schuilplaats onder de klampoven en maakt nieuwe honden. Jerom verslaat de hellegathonden en Barabas krijgt nu spijt. Als hij van het dak richting de oven valt, flitst professor Barabas de vrienden terug; hij kon niet aanzien wat er ging gebeuren. Wiske besluit dat professor Barabas het recht heeft te weten wat er met zijn overgrootvader is gebeurd, en ze “spelen” opnieuw met het bord. Ze gaan naar het vervallen Hellegat en ontmoeten daar de geest van overgrootvader Barabas.
Overgrootvader Barabas verklaart dat hij het occultisme heeft afgezworen, nadat hij aan zijn cape was blijven hangen tijdens zijn val in de klampoven. Hij heeft mooie beelden gemaakt en is uiteindelijk als oud man in vrede gestorven. Hij laat het landschap zien met de blauwwitte wolken en de mooie streek. Helaas is de Rupel wel vervuild door de jarenlange steenbakkerij. De armoede is niettemin verdwenen en er zijn nu moderne steenovens. Maar de geest van Barabas' overgrootvader waarschuwt ook: men wil hier een enorme afvalstort maken, met zelfs afval van over de grenzen.

## Achtergronden bij het verhaal
- Op een terras van herberg "De Blauwe Ganze" vragen Suske en Wiske de weg aan een auteur die het boek "De blauwwitte wolken" schrijft. Dit café werd door Willy Vandersteen bezocht en Hubert Lampo schreef er een boek met de gelijknamige titel over.
- In dit verhaal maken we kennis met Barabas, de overgrootvader van professor Barabas.
- Er zijn in verschillende mythologieën hellehonden aanwezig, zie helhond.
- De dobbelsteen op blz. 5 (strook 14) klopt niet. De 2 en de 5 zijn omgewisseld.